# Blues francés
El blues francés es un género del blues que surge al final de los años 60 en Francia.

## Historia
Antes de la Segunda Guerra Mundial, el blues era casi desconocido en Francia, excepto para el público negro y los amantes del jazz que escuchaban a artistas americanos como Leroy Carr, Kokomo Arnold, Louis Armstrong y Cab Calloway. Es con la invención del vinilo, la llegada del transistor y la llegada de los soldados americanos (algunos de los cuales permanecieron en territorio francés en el marco de la OTAN, hasta que Charles de Gaulle no termina con el organismo), cuando el blues (y la música country country) comenzarán a ser conocidos y apreciados en Francia después de la guerra. Por ejemplo, en 1949, Leadbelly da varios conciertos en Francia (el año de su muerte), como parte de una gira por Europa, y en 1951 dio su gira Big Bill Broonzy. A partir de 1962, se inició en Francia y Europa las giras del American Folk Blues Festival. 
Henri Salvador publica a finales de los años 50, algunos temas de rock'n' roll y blues con la ayuda de Boris Vian (el más famoso es Blouse du dentiste,  1960) y Colette Magny conoce su primer éxito en 1963 con Melocotón  (compuesto con Mickey Baker, guitarrista estadounidense instalado en Francia). Al final de la década, e inspirado por el boom del blues británico , algunos grupos de pop francés se inspiran en el blues (Alan Jack Civilization, Variations, Solitude, Ophiuchus, etc). Durante este mismo período y en un estilo folk-blues, el guitarrista Cisco Herzhaft grabó un blues con los Haricots rouges, Bettina,  y cruza la mancha con John Lee Hooker durante una de sus gira por Francia, Chris Lancry (armónica y la guitarra) graba canciones blues en la década de 1970 con su nombre o con Roger Mason (americano instalado en París), que publica Les blues de la poisse  en 1971, que incluso le abrió las puertas de la Olympia (primeras partes de Pete Seeger y Robert Charlebois).
Es a finales de 1970 cuando los artistas que cantan blues en francés se encontrarán con un éxito discográfico y en la radio. 
Los primeros son Mike Lecuyer (45 giras Des vacances  / Frankenstein Boogie  - Crypto / RCA 1977 álbum debut A 7 plombes du mat' blues-  Crypto / RCA 1978), Benoît Blue Boy (primer álbum Benoit Blue Boy -  Vogue 1978), Bill Deraime (Bill Deraime - Argile 1979), Patrick Verbeke (primer álbum Blues in my soul  - Underdog-Carrère 1981) y Paul Personne (primer álbum Faut qu'ça bouge  - Marlowe 1982). Todos estos artistas encarnan el blues. Esta parte de músicos, a la armónica Jean-Jacques, Jean-Marie Redon al banjo y al dobro, o Cisco Herzhaft a la guitarra, al slide y al punteo, ocupan con talento esta escena hexagonal. Graban principalmente toda una serie de microsurcos de popularización instrumental en estilo bluegrass en las producciones de Chant du Monde. 
Desde la década de los 2000, una muy dinámica está ganando sus galones en el extranjero gracias a los trampolines o los intercambios entre asociaciones y festivales de Europa, Canadá y Estados Unidos. Por ejemplo, con el International Blues Challenge de la Fundación de Blues en Memphis y el European Blues Challenge que se lleva a cabo cada año en un país diferente de Europa: Berlín (Alemania) en 2011 y 2012 Toulouse (Francia), en 2013, Riga (Letonia) en 2014 Bruselas (Bélgica) en 2015.
El 17 de abril de 2015, las ediciones Camion Blanc editan los trabajos "Hexagone Blues - Volumen 1 y Volumen 2", escritos por el periodista especializado y locutor de radio David Baerst. Estos dos gruesos volúmenes son dedicados a la escena del blues francés y el impacto de esta música en la patria de las tabernas. Vuelven a la llegada de los sonidos afroamericanos en el hexágono y destacan los retratos de un centenar de artistas, entre los más representativos del género. Estas presentaciones se complementan con numerosas entrevistas, así como otros capítulos que evocan las "session-men (Eric Sauviat, Michel Gaucher, Slim Batteux, etc.) o la relación entre el blues y el cine en Francia (con testimonios Bertrand Tavernier, Bob Swaim, Richard Bohringer ...), el blues y la literatura francesa (citado por una entrevista con el escritor y exdirector de la Série Noire Patrick Raynal), el blues y la radio (amenizado en una entrevista con George Lang de RTL), el blues y la prensa escrita (Jacques Perin de Soul bag lo atestigua) rindiendo homenaje a algunas figuras clave (Sebastián Danchin, Jean-Pierre Vignola...). El prólogo está firmado por el cantante y guitarrista de Texas, Neal Black. Las 1500 páginas (en total) también se complementan con unas sesenta fotografías tomadas a lo largo de las andanzas del autor...

## Prensa especializada
El blues encuentra en Francia un eco sensible gracias al desarrollo de una prensa especializada. El crítico de jazz Hugues Panassié en los años cuarenta habla ya con motivo del blues  en la revista Jazz Hot,  el crítico Jacques Demetre hará lo mismo en la década de 1950. En 1968, la revista Soul Bag, es la primera revista dedicada al género blues y al soul en Francia. Su fundador, Jacques Perrin, que recorrió los pocos festivales de blues que tenían lugar en ese tiempo, permitió que todos los aficionados al blues se reunieran y se mantuvieran al tanto de las noticias de los grandes nombres de este estilo musical. Rápidamente, el futuro e internacional enciclopédico de blues, un francés, Gerard Herzhaft, se integra al equipo y escribe numerosos artículos.
Otras revistas importantes del género son:
- Soul Bag:  revista trimestral por suscripción y en los quioscos desde 2009.
- Blues Magazine:  revista trimestral de suscripción y en los quioscos desde 2005.
- Revista BCR:  blues, country, rock 'n' roll; revista trimestral solamente bajo suscripción.
- ABS Magazine:  revista trimestral solamente bajo suscripción.
- Blues & co.  revista trimestral solamente bajo suscripción.
- Blues Again!: revista trimestral (dejó de publicarse en 2009), pero todavía existe en Internet.

## Festivales
Francia, en nuestro siglo, es uno de los países del mundo donde el blues es más celebrado. Muchos son los representantes del blues, y los festivales de renombre mundial, que están haciendo sonar las notas blueseras; entre los festivales más conocidos podemos citar el Festival de Blues de Cahors y su Trampolín, El Festival Blues Passions de Cognac y su Prix Cognac , el festival Blues sur Seine y su Trampolín hermanado con el Festiblues Internacional de Montreal.

## Organizaciones y asociaciones
Francia cuenta con diversas organizaciones nacionales para federar a los aficionados del blues: La Chaîne du Blues, La asociación France Blues, la Toulouse Blues Society o también Collectif des Radios Blues (CRB), colectivo puesto en marcha en 2003. Reúne a muchos presentadores de radio en Francia, Bélgica, Quebec, África, alrededor de la idea de intercambio, la difusión y promoción de la música blues, en todas sus formas. Las emisiones de radio de blues en Francia son numerosos, como Sweet Home Chicago en Caen, Le Blues Café Livre en Rhône-Alpes, Bluesy en Isère principalmente. También hay que tener en cuenta que la Blues Foundation ha recompensado varias veces a los franceses con un Keeping the Blues Alive Award:  Jean Guillermo en 2003 (categoría Internacional), Didier Tricard en 2011 (categoría Promotor), Mike Lecuyer en 2012 (categoría Internacional), Gérard Herzhaft en 2014 (categoría Literatura).

## Artistas representativos
Los artistas representativos del género incluyen (* = cantando principalmente en francés):
- Aljaz Mo
- Les Blouzayeurs*
- Les Chics Types*
- Alain Rivet
- Alan Jack Civilization
- Alexandre Thollon
- Alexx & MoOonshiners
- Awek
- Béa Tristan
- Beale street blues band
- Benoit Blue Boy*
- Big Dez
- Bill Deraime*
- Bluesoul
- Cadijo*
- Colette Magny*
- Cisco Herzhaft
- Charles Pasi
- Chris Pearline
- Christophe Marquilly*
- Daniel Blanc*
- Doo the Doo
- Driftin'Blues
- Edwin Denninger
- Eric Ter
- Fred Chapellier
- Garzen*
- Geneviève Paris*
- Greg Zlap
- Honeymen
- Hoodoomen
- Jack Bon
- Jean-Jacques Milteau
- Jeff Toto Blues*
- Julien Brunetaud
- K-Led Ba' Sam
- Lazy Buddies
- Lenny Lafargue*
- Lonj
- Louis Bertignac*
- Marc Loy*
- Malted Milk
- Mauro Serri
- Miguel M
- Mike Lécuyer*
- Mo and the Reapers
- Mountain Men
- Mr Tchang
- New Line Up
- Nina Van Horn
- Nico Duportal
- Nico Wayne Toussaint
- Nina Attal
- Olivier Gotti
- Patrick Verbeke*
- Paul Personne*
- Philippe Ménard
- Philippe Grancher
- Raoul Ficel*
- Rachel Plasl
- Reverend Black Network
- Rod Barthet
- Shaggy dogs
- Simon Boyer & French Blues All Stars
- Slawek Wojnarowski
- Sophie K*
- Stan Noubard Pacha
- Steve Verbeke*
- Stringers in The Night*
- The Hub*
- Vincent Bucher
- Xavier Pillac
- Weeping Widows*
- Les Witch Doctors*
- ZU*

## Sellos independientes
- Dixiefrog
- Bluesiac